# Айвазян, Виулен
Виуле́н Айвазя́н (арм. Վիուլեն Այվազյան; 1 января 1995, Гюмри, Армения) — армянский футболист, нападающий.

## Клубная карьера
Родившись в Гюмри, Айвазян меж тем начал учиться футбольному мастерству в столичном регионе. Футбольной школой для юного футболиста стала академия многократного чемпиона, а также действующего, на тот момент, чемпиона Армении — «Пюника». В 2010 году Айвазян был заявлен за третью команду, которая выступала в первенстве Первой лиги. Проявив свои способности во втором сезоне, Айвазян был переведён затем во вторую команду. И здесь пребывание Айвазяна осталось заметным и в том же сезоне Айвазян дебютировал за основу в чемпионате Премьер-лиги. Дебют состоялся 5 мая 2012 года, в выездном матче против ереванского «Арарата». «Пюник» в матче дважды выходил вперёд, но дважды «Арарат» сравнивал счёт. Выйдя на 74-й минуте матча, заменив Гукаса Погосяна, Айвазян спустя 8 минут забил победный гол, принеся команде трудную победу. В составе «Пюника» дважды был обладателем Кубка Армении (2012/13, 2013/14).
В 2014 году перешёл в «Ширак», где провёл три сезона, становился серебряным (2015/16) и бронзовым (2014/15, 2016/17) призёром чемпионата Армении, обладателем Кубка страны (2016/17). Осенью 2017 года выступал в чемпионате Латвии за «Вентспилс», где провёл 4 матча. В первой половине 2018 года играл в чемпионате Белоруссии за «Днепр» (Могилёв), а в начале следующего года безуспешно был на просмотре в «Немане». Во второй половине 2019 года играл за аутсайдера чемпионата Армении «Ереван».
3 августа 2020 года перешёл в «Севан».

## Карьера в сборной
Айвазян начал свои выступление с самой юной сборной Армении. Дебютировал 17 октября 2011 года в матче против Уэльса, которую армянские юниоры победили со счётом 2:3, а сам Айвазян появился на поле заменив Артёма Симоняна на 57 минуте матча. Годом позже дебют состоялся уже за молодёжную сборную. Благодаря иронии судьбы сюжет матча повторился. Молодёжная сборная Армении победила своих оппонентов с минимальным счётом, а Айвазян появился на поле на 62 минуте, заменив автора единственного мяча Оганеса Оганесяна.

## Достижения

### Командные достижения
«Пюник»
- Обладатель Кубка Армении (2): 2012/13, 2013/14

«Ширак»
- Серебряный призёр Чемпионата Армении (1): 2015/16
- Бронзовый призёр Чемпионата Армении (1): 2014/15, 2016/17
- Обладатель Кубка Армении (1): 2016/17

## Статистика
Данные на 5 октября 2012
| Клуб             | Сезон            | Чемпионат | Чемпионат | Кубки | Кубки | Еврокубки | Еврокубки | Всего | Всего |
| Клуб             | Сезон            | Матчи     | Голы      | Матчи | Голы  | Матчи     | Голы      | Матчи | Голы  |
| ---------------- | ---------------- | --------- | --------- | ----- | ----- | --------- | --------- | ----- | ----- |
| Пюник-3          | 2010             | 12        | 2         | -     | -     | -         | -         | 12    | 2     |
| Пюник-3          | 2011             | 4         | 7         | -     | -     | -         | -         | 4     | 7     |
| Всего            | Всего            | 16        | 9         | —     | —     | —         | —         | 16    | 9     |
| Пюник-2          | 2012/13          | ?         | 2         | -     | -     | -         | -         | ?     | 2     |
| Всего            | Всего            | ?         | 2         | —     | —     | —         | —         | ?     | 2     |
| Пюник            | 2012/13          | 18        | 10        | 0     | 0     | 2         | 0         | 20    | 10    |
| Всего            | Всего            | 18        | 10        | 0     | 0     | 2         | 0         | 20    | 10    |
| Всего за карьеру | Всего за карьеру | 34        | 21        | 0     | 0     | 2         | 0         | 36    | 21    |